# Bad Lauterberg im Harz
Bad Lauterberg im Harz est une ville de Basse-Saxe en Allemagne.

## Quartiers
- Osterhagen

## Personnalités liées à la ville
- Georg Ludwig Carius (1829-1875), chimiste né à Barbis.
- Alfred Ritscher (1879-1963), explorateur né à Bad Lauterberg im Harz.